# Alison Limerick
Alison Limerick (Stepney, 1959) è una cantante britannica.

## Biografia
Dopo aver frequentato la London Contemporary School of Dance, Alison Limerick ha contribuito vocalmente a due dischi dei This Mortal Coil, Filigree & Shadow e Blood. Il suo album di debutto, intitolato And Still I Rise, è stato pubblicato nel 1992 ed ha raggiunto la 53ª posizione della Official Albums Chart. Negli anni 90 la cantante ha inoltre piazzato dieci singoli nella classifica britannica, provenienti dagli album And Still I Rise, With a Twist, Club Classics e Spirit Rising, ed accumulato numerosi ingressi nella Hot Dance Club Play statunitense.

## Discografia

### Album in studio
- 1992 – And Still I Rise
- 1994 – With A Twist
- 1996 – Club Classics
- 1998 – Spirit Rising

### Singoli

#### Come artista principale
- 1990 – Where Love Lives
- 1991 – Come Back (for Real Love)
- 1992 – Make It on My Own
- 1992 – Gettin' It Right
- 1992 – Hear My Call
- 1994 – Time of Our Lives
- 1994 – Love Come Down
- 1995 – Love Will Keep Us Together (con i James Taylor Quartet)
- 1997 – Put Your Faith in Me
- 1998 – Let's Hold On (to Love)
- 2018 – Bye Bye (con Lenny Fontana)

#### Come artista ospite
- 1986 – Drugs (This Mortal Coil feat. Alison Limerick)
- 1991 – Magic's Back (Malcolm McLaren feat. Alison Limerick)